# 韓國空軍
大韓民國空軍（韩语：／），通稱為韓國空軍（韩语：／ Hanguk Gonggun），是韓國國軍的航空軍種，上屬空軍本部（공군본부）及国防部指挥，主要任務是防衛領空，次要任務是支援地面部隊作戰，包括提供密接空中支援和空中運輸；前身為1948年4月1日創建的陸軍航空隊（육군항공대），並在1949年10月1日正式成立為空軍。
1980年代末期由於冷戰趨緩，駐韓美軍開始縮減部署在各前沿戰區的兵力以減輕經濟負擔，為因應新的戰略局勢，韓國一改過去偏重陸軍的傳統做法，著力於海、空軍建設，空軍也一改著重防空攔截的任務重點，開始注重對地攻擊與戰術偵察能力的強化。1997年開始執行的F-X先進戰機專案是最重要的裝備更新計畫。
T-50金鷹式高級教練機（計畫代號KTX-2）是韓國空軍在1997年開始的另一項重要計畫，主要是與洛克希德·馬丁公司合作發展高級教練機／攻擊機，目前有多款型號於空軍服役中。

## 歷史沿革

### 建軍開端
隨著日本戰敗、朝鮮日治時期結束及美軍軍政廳的建立，許多原本在日本陸軍、海軍，或是曾在中華民國空軍、韓國光復軍任職的飛行員、地勤或其他技術人員等紛紛回到朝鮮。南朝鮮國防警備隊成立後，約500名航空關係人士就以前中華民國空軍上校暨韓國光復軍少將崔用德，以及前日本陸軍航空隊上尉金貞烈為首，在1946年8月組成「韓國航空建設協會」（한국항공건설협회），於朝鮮美佔區內各地成立航空學校，並向美軍建議在國防警備隊內成立航空部隊，但未獲首肯。金貞烈之弟、統衛部代理情報局長金英煥契而不捨再次向美軍爭取，終於獲得同意在1948年3月於警備隊內組成一支輕航空飛行隊。
1948年4月，崔用德、金貞烈、金英煥，以及朴範集、李永茂、李根晳、張德昌等7名航空隊幹部，在美軍要求下以二等兵軍階進入警備隊步兵學校接受1個月的基礎軍事教育，5月再進入警備隊軍官學校接受為期2周的軍官教育，並於畢業時授予少尉軍階。稍後，於國防警備隊第1旅旅部下成立航空隊，由白仁燁少校出任首任隊長。9月4日大韓民國建國後，美國將10架L-4草蜢式聯絡/觀測機作為禮物贈送給韓國，隔日南朝鮮國防警備隊改組為大韓民國陸軍，警備隊航空隊亦隨之改名為陸軍航空隊。年底，美國再次軍援10架L-5哨兵式聯絡/觀測機。1949年1月，陸軍航空學校成立。
而隨著機隊陣容的擴張和1947年9月美國空軍自美國陸軍脫離成為獨立軍種的消息傳來，韓國陸航隊幹部也開始提倡應該讓陸航隊成為獨立軍種。但時任駐韓美軍顧問團團長威廉．林恩．羅伯茲准將（William Lynn Roberts）認為為時過早，陸軍參謀長蔡秉德少將也反對讓陸航隊獨立，他認為如此將不利於空地協同作戰。航空隊長兼航空軍官學校校長金貞烈因此向總統李承晚和國防部長申性模越級上訴，亦向蔡秉德執拗遊說。最後陸軍航空隊終於在1949年10月1日成為「大韓民國空軍」，金貞烈亦成為韓國空軍首位少將及首任空軍參謀長。

### 韓戰及1950年代之發展

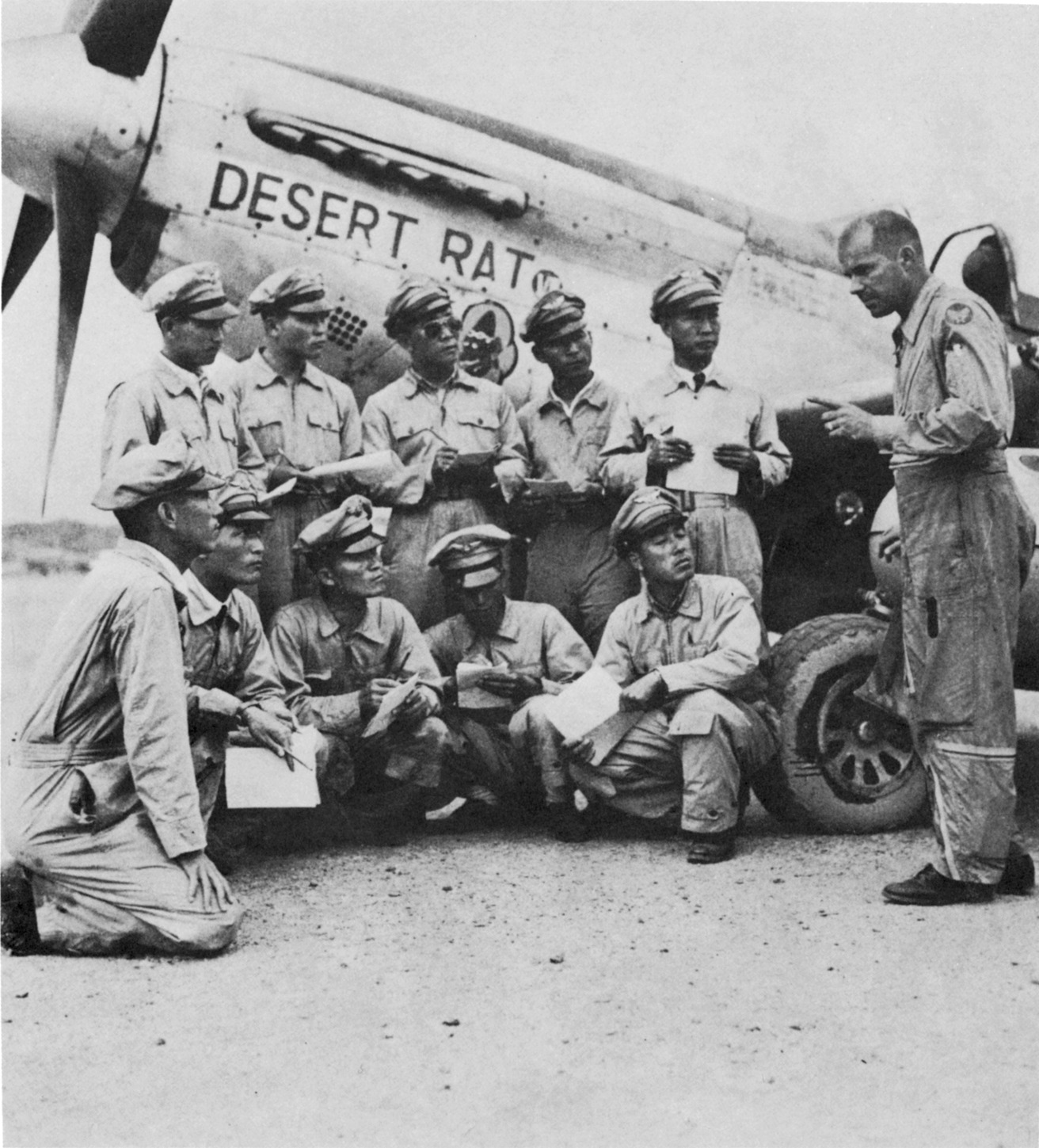
正在P-51野馬式戰鬥機前列隊聆聽美軍教官指導的韓國空軍飛行員，1950年6月27日攝影。前排左一為金英煥中校，後排左三戴太陽眼鏡者則為金信中校。

韓國空軍建軍後，首要之務就是組建戰鬥機部隊，因為根據情資，幾乎同時期建軍的北朝鮮空軍已經從蘇聯獲得並組建了以80餘架Yak-9和上百架Il-10為主力的戰鬥機和攻擊機部隊。與此相對的韓國空軍只有區區20架無武裝的偵察機飛行隊，毫無抗衡之力可言。為此韓國政府於1950年年初發起國民募捐，並於同年5月以募捐所得的30萬美元從加拿大購得10架前加拿大皇家空軍退役的AT-6德州佬式教練/攻擊機，這批AT-6被稱為「國民募款捐獻機」或「建國機」（건국기），成為韓國空軍最初的作戰飛機。
1950年6月25日，北朝鮮人民軍越過三八線全面南侵，韓戰爆發，6月27日，在聯合國安理會第83號決議和美國總統杜魯門的命令下，美軍開始馳援韓國。其中一個重要的援助項目就是軍援110架P-51野馬式戰鬥機，幫助韓國空軍建立戰鬥能量。同時，美國空軍展開了「初回計畫」，在韓國就地訓練韓籍飛行員熟悉英語及駕駛P-51。釜山橋頭堡戰役期間甚至以戰代訓，由美軍教官帶領韓國飛行員駕駛P-51轟炸盤踞在洛東江西岸的北韓部隊。受訓的韓國學員後來在1951年8月編成為第1戰鬥機聯隊，由金英煥上校率領參與作戰。
除了接收美援戰機以捍衛領空，韓國也在這時候透過裝備維修之便，開始嘗試自製飛機、發展航空工業，其成果就是1953年10月11日首飛的復活號（부활호）飛機。

### 1960至1980年代之發展
1960年代開始，為了因應北朝鮮可能發動的侵略威脅，韓國空軍進行了大規模的擴編和戰力提升。韓國空軍採購了T-28教練機、F-86D全天候攔截機、F-5戰鬥機和F-4戰鬥轟炸機。1961年，空軍作戰司令部成立，旨在確保高效率的指揮和管制能力與設施。空軍後勤司令部於1966年成立，為韓國空軍提供更高效率的物資供應及運輸能力。同時空軍亦在全國各地興建了戰備跑道，以供戰時緊急使用。
也在1966年，韓國空軍成立了「銀馬部隊」，負責操作C-46運輸機，為前往越南參與越戰的韓國陸軍和韓國海軍陸戰隊部隊提供物資運輸或醫療後送等服務。銀馬部隊在1973年隨著韓國部隊撤離越南而解散，其隊史由1971年編成、2013年改名的第5空中機動聯隊繼承。
1970年代，面對北朝鮮的軍事實力不斷增強，韓國空軍面臨安全風險。韓國政府增加了對空軍預算的支出，於1974年8月購買了F-5E戰鬥機和F-4E戰鬥轟炸機。當時還購買了C-123運輸機和S-2反潛巡邏機等支援飛機。飛行訓練計畫亦受到高度重視，新型教練機如T-41梅斯卡勒羅人和T-37鳴鳥都在這段時間被引進韓國空軍，教練機隊的擴張使空軍於1973年成立了空軍教育與訓練司令部，以鞏固和提高人員培訓品質。

## 組織架構

### 編制
| 中文 | 韩文     | 朝鮮漢字 | 英文     |
| ---- | -------- | -------- | -------- |
| 聯隊 | 비행단   |          | Wing     |
| 大隊 | 비행전대 |          | Group    |
| 中隊 | 비행대대 |          | Squadron |

### 各級部隊
- 韓國空軍總部（朝鲜语：대한민국 공군본부），忠清南道雞龍市，雞龍台（朝鲜语：계룡대）

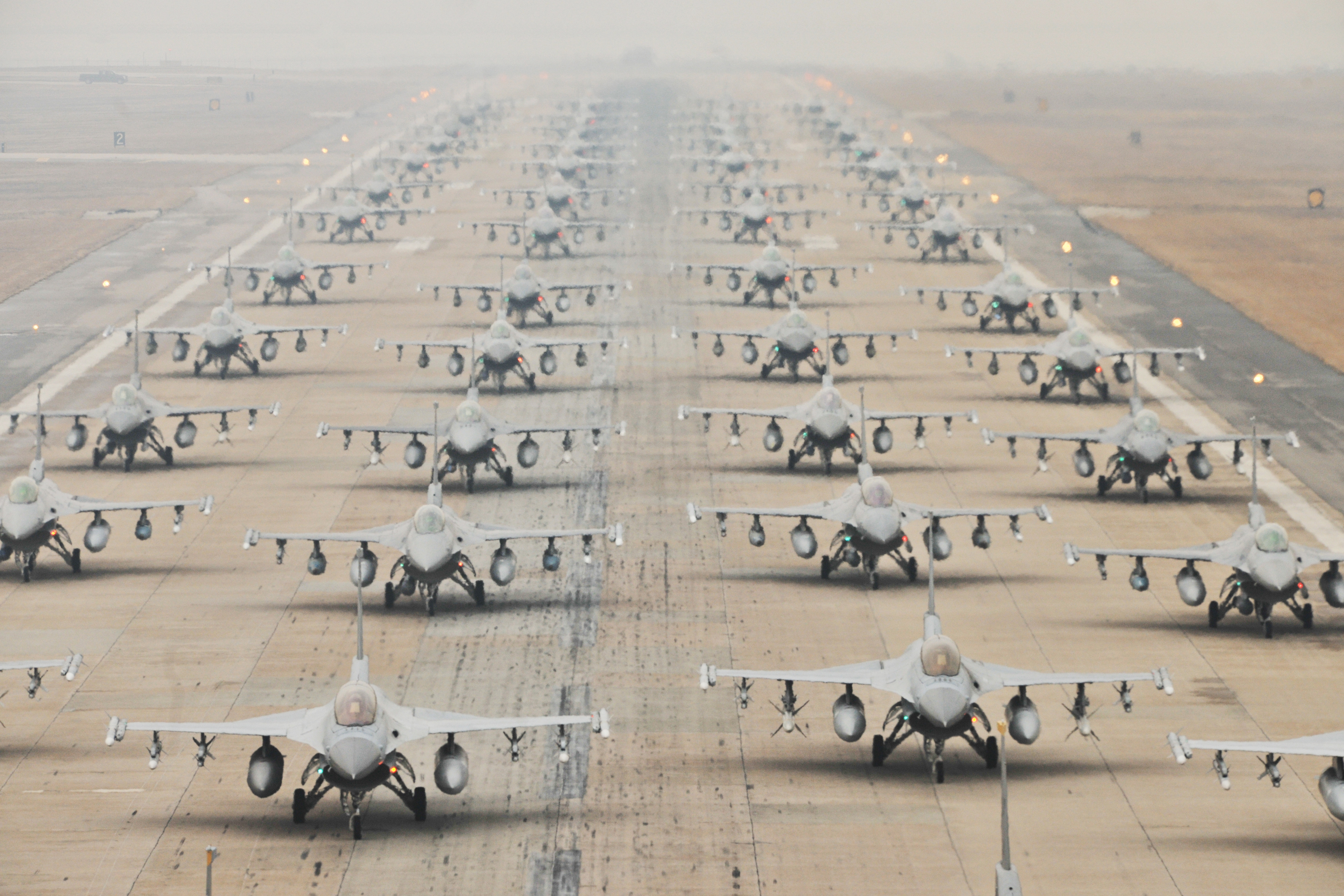
F-16戰隼戰鬥機在群山空軍基地進行展示，排成「大象散步」隊形（Elephant Walk），2012年12月14日

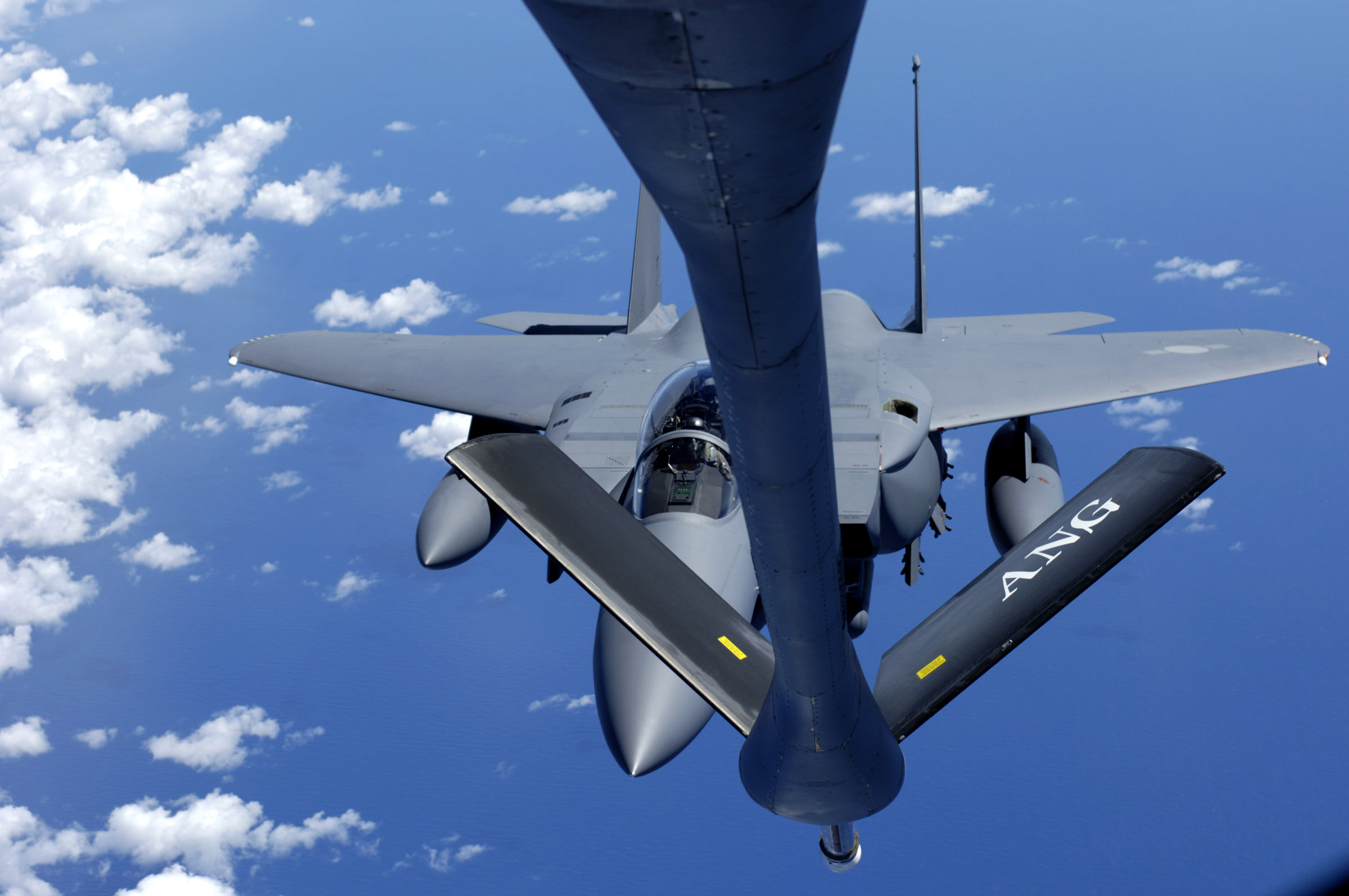
韓國空軍的F-15K戰鬥機與KC-135進行空中加油

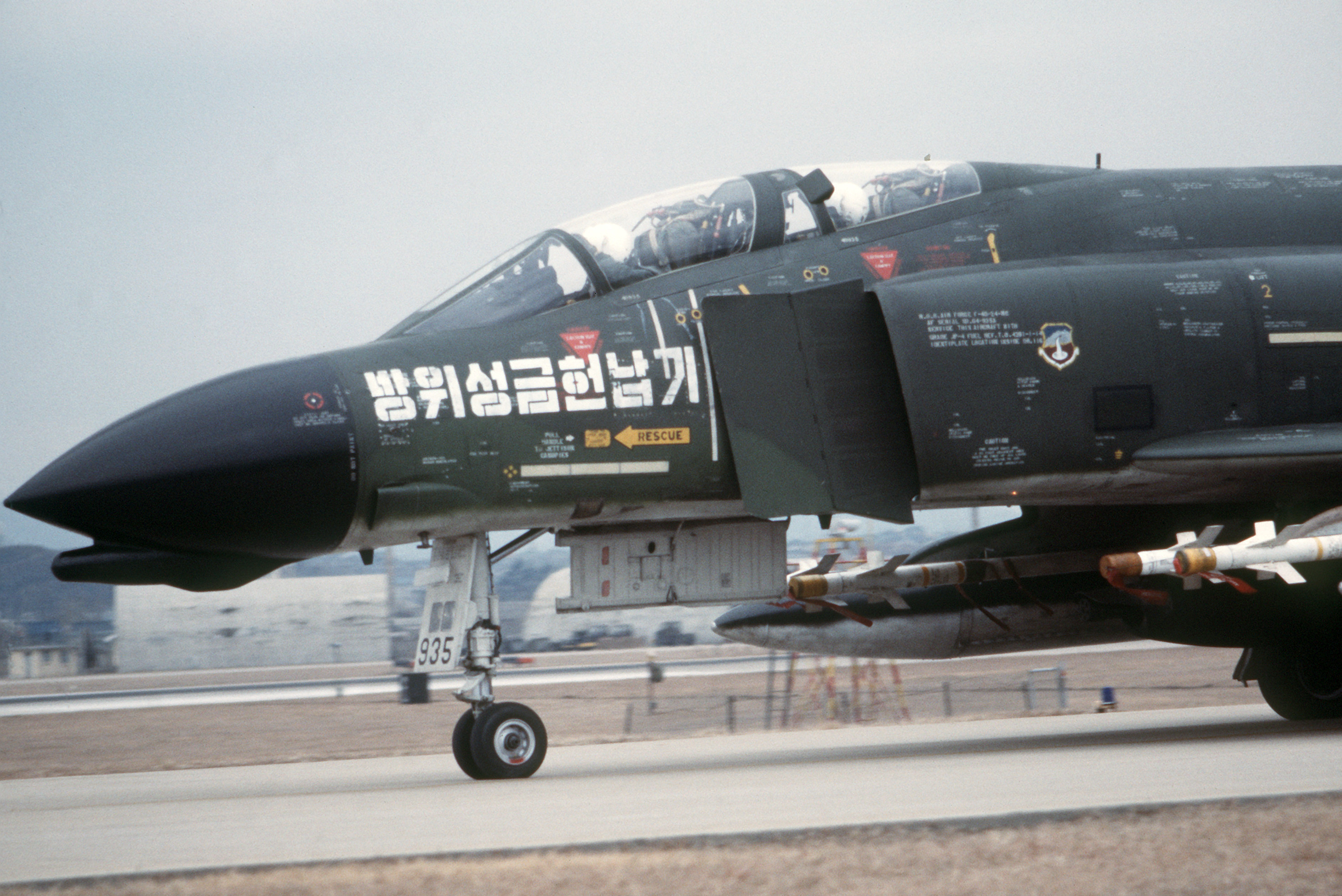
F-4D戰機

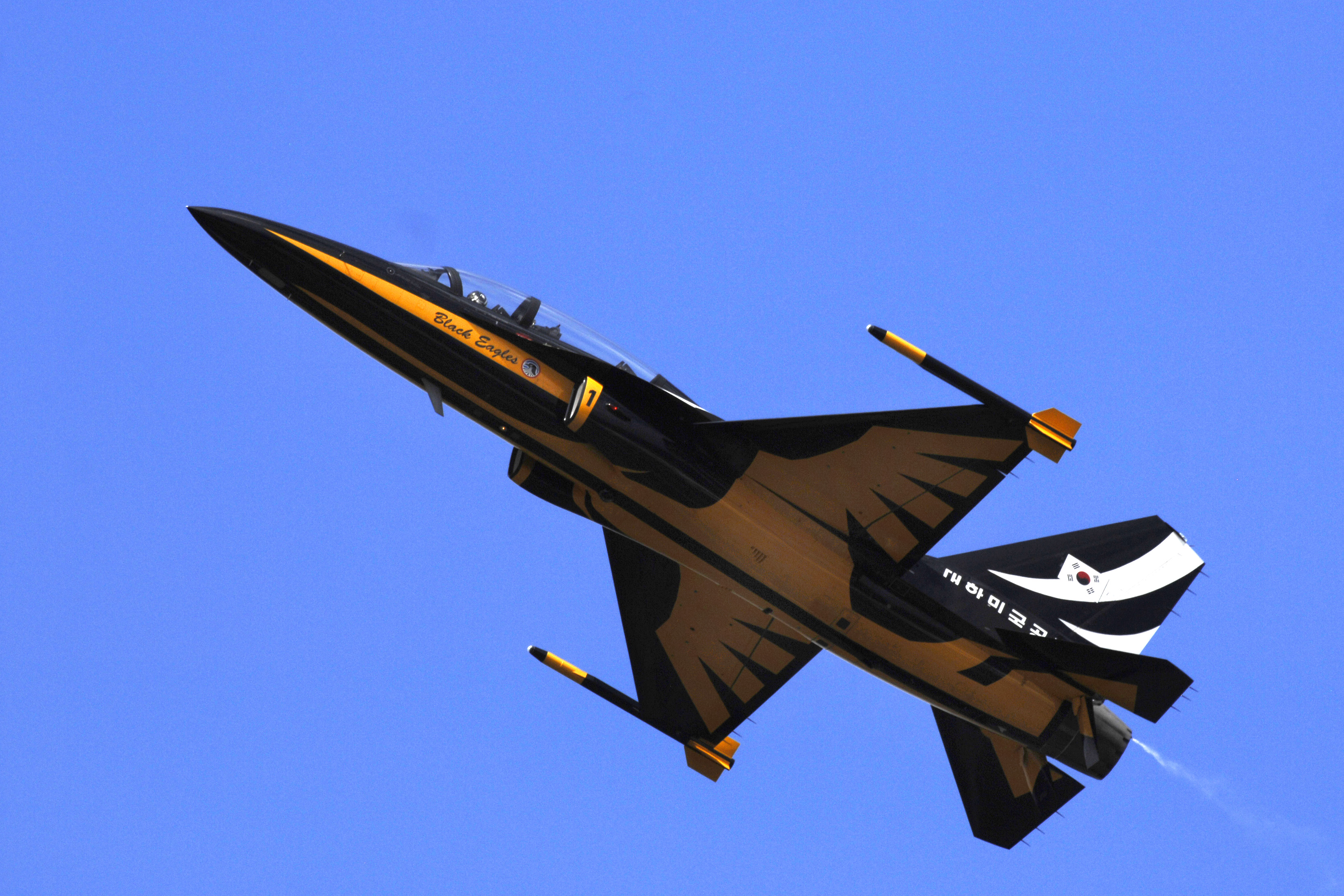
韓國空軍T-50B教練機參加2012年7月15日的英國范堡羅航展

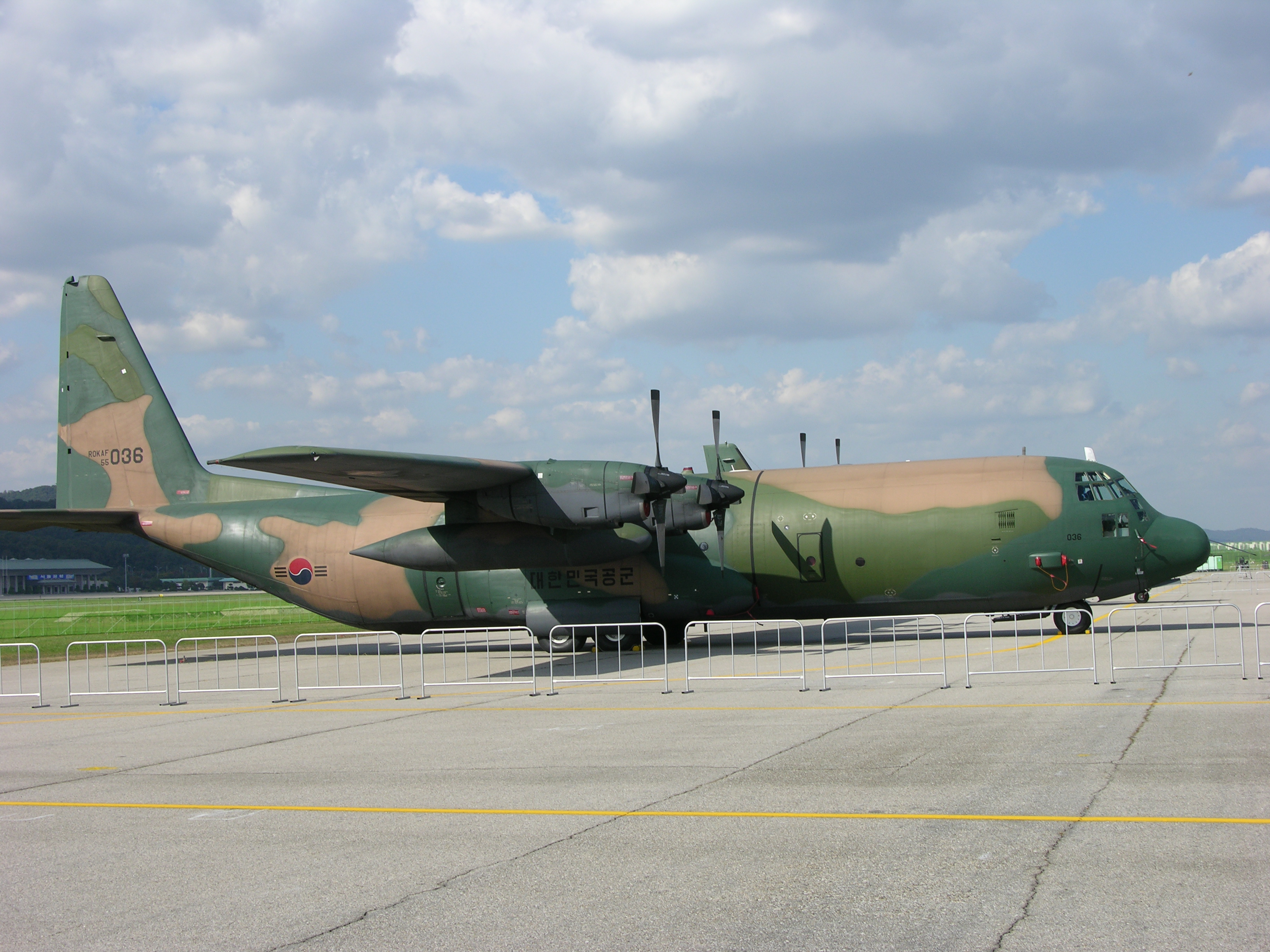
韓國空軍C-130運輸機

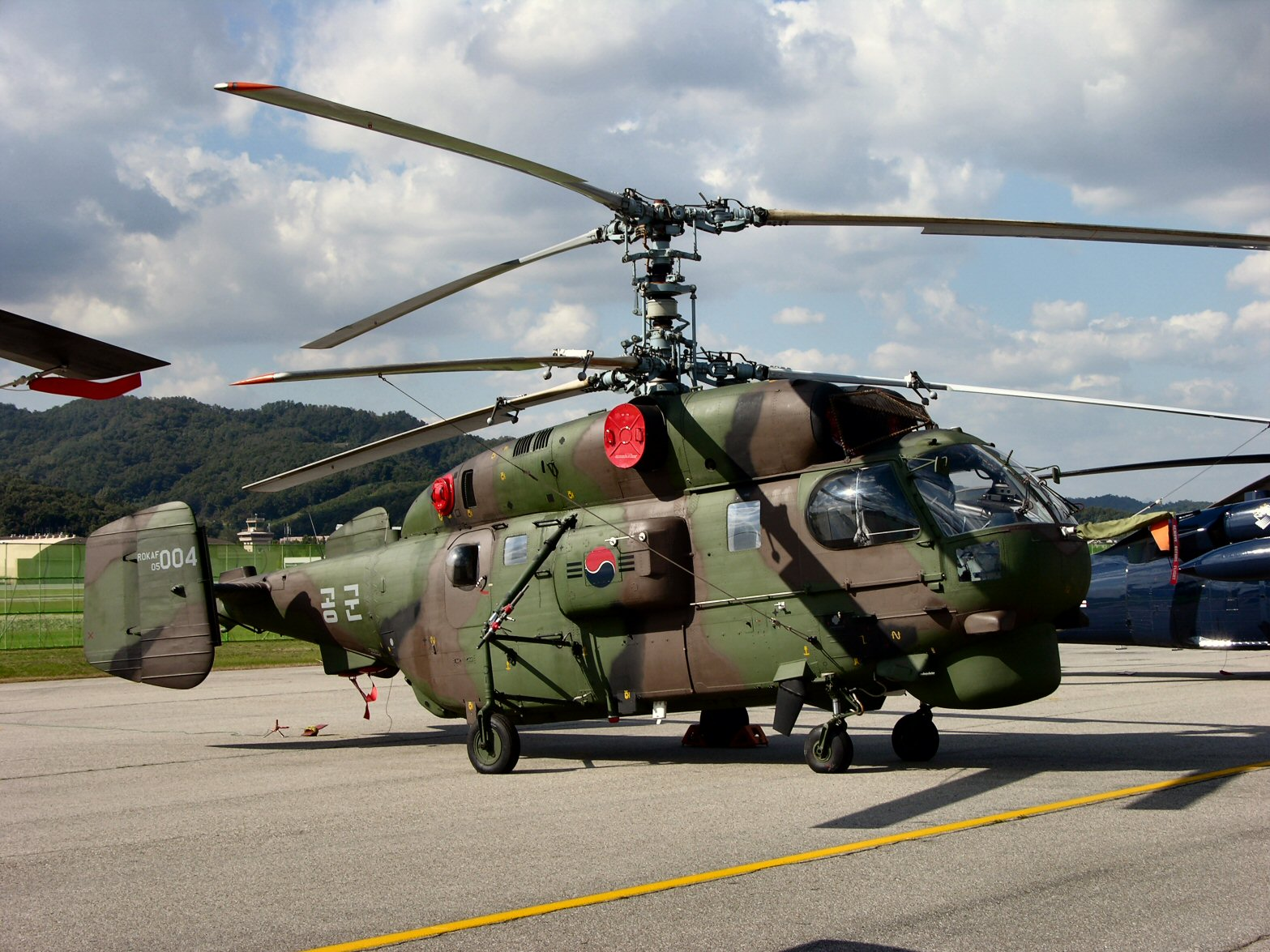
韓國空軍HH-32直升機（Ka-32A4）

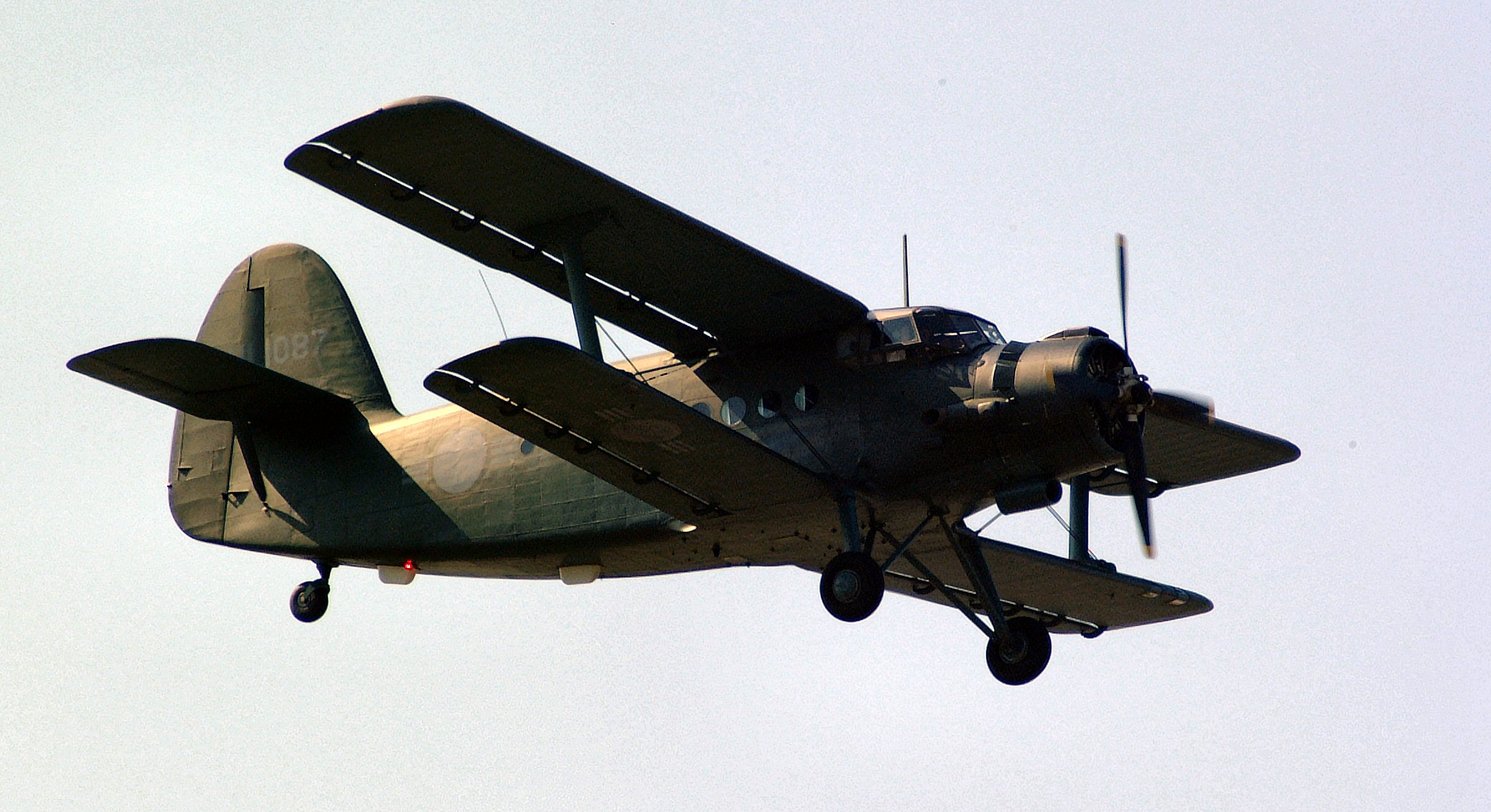
An-2雙翼機

  - 空軍作戰司令部（朝鲜语：공군작전사령부），京畿道平澤市，烏山空軍基地
    - 空軍空戰司令部（朝鲜语：공군공중전투사령부），大邱廣域市，大邱國際機場
      - 第1戰鬥機聯隊（朝鲜语：제1전투비행단 (대한민국)），光州廣域市，光州空軍基地
        - 第189飛行訓練中隊，T-50
        - 第216飛行訓練中隊，T-50
        - 第206戰鬥機中隊，TA-50

      - 第8戰鬥機聯隊（朝鲜语：제8전투비행단 (대한민국)），江原道原州市，原州機場
        - 第103戰鬥機中隊，FA-50
        - 第203戰鬥機中隊，FA-50
        - 第237戰鬥管制中隊，KA-1輕攻擊機（英语：KAI KT-1 Woongbi）
        - 第288電子攻擊機中隊，哈比無人機

      - 第10戰鬥機聯隊（朝鲜语：제10전투비행단 (대한민국)），京畿道水原市，水原空軍基地
        - 第101戰鬥機中隊，KF-5E/F
        - 第201戰鬥機中隊，KF-5E/F

      - 第11戰鬥機聯隊（朝鲜语：제11전투비행단），大邱廣域市，大邱國際機場 
        - 第102戰鬥機中隊，F-15K
        - 第110戰鬥機中隊，F-15K
        - 第122戰鬥機中隊，F-15K

      - 第16戰鬥機聯隊（朝鲜语：제16전투비행단），慶尙北道醴泉郡，醴泉機場
        - 第115戰鬥機中隊，TA-50
        - 第202戰鬥機中隊，FA-50

      - 第17戰鬥機聯隊（朝鲜语：제17전투비행단），忠清北道清州市，清州國際機場
        - 第151戰鬥機中隊，F-35A
        - 第152戰鬥機中隊，F-35A

      - 第18戰鬥機聯隊（朝鲜语：제18전투비행단 (대한민국)），江原道江陵市，江陵機場
        - 第105戰鬥機中隊，KF-5E/F
        - 第112戰鬥機中隊，KF-5E/F

      - 第19戰鬥機聯隊（朝鲜语：제19전투비행단），忠清北道忠州市，中原空軍基地（英语：Jungwon Air Base）
        - 第155戰鬥機中隊，KF-16C/D
        - 第161戰鬥機中隊，F-16C/D
        - 第152戰鬥機中隊，F-16C/D

      - 第20戰鬥機聯隊（朝鲜语：제20전투비행단 (대한민국)）, 忠淸南道瑞山市，瑞山空軍基地（日语：瑞山飛行場）
        - 第120戰鬥機中隊，KF-16C/D
        - 第121戰鬥機中隊，KF-16C/D
        - 第123戰鬥機中隊，KF-16C/D
        - 第157戰鬥機中隊，KF-16C/D

      - 第29戰術開發訓練大隊（朝鲜语：제29전술개발훈련비행전대），忠清南道清州市，清州國際機場
        - 第191戰術訓練中隊
        - 第192戰術發展中隊

      - 第38戰鬥機大隊（朝鲜语：제38전투비행전대 (대한민국)），全羅北道群山市，群山空軍基地
        - 第111戰鬥機中隊，KF-16C/D

    - 空軍空中機動偵察司令部（朝鲜语：공군공중기동정찰사령부），釜山廣域市，金海國際機場
      - 第3飛行訓練聯隊（朝鲜语：제3훈련비행단），慶尚南道泗川市，泗川機場
        - 第213飛行訓練中隊，KT-1雄飛教練機（英语：KAI KT-1 Woongbi）
        - 第215飛行訓練中隊，KAI KT-1
        - 第217飛行訓練中隊，KAI KT-1
        - 第236飛行訓練中隊，KAI KT-1

      - 第5空中機動聯隊，釜山廣域市，金海國際機場
        - 第251戰術空運中隊，C-130H及C-130H-30
        - 第258戰術空運中隊，CN235-100M
        - 第259特種任務大隊，UH-60L/P
        - 第261空中加油中隊，A330 MRTT
        - 韓國空軍作戰管制大隊（朝鲜语：대한민국 공군전투통제반）（KCCT，韓國空軍三棲特戰部隊）

      - 第6搜救大隊（朝鲜语：제6탐색구조비행전대），忠清北道清州市，清州國際機場
        - 第231搜救中隊，HH-47D
        - 第233搜救中隊，HH-60P
        - 第235搜救中隊，HH-32（KA-32T）、AS-332、貝爾412
        - 特種搜救隊（SART）

      - 第15特種任務聯隊（朝鲜语：제15특수임무비행단），京畿道城南市，首爾空軍基地
        - 第255特種作戰中隊，C-130H
        - 第256戰術空運中隊，CN-235

      - 第39偵察聯隊（朝鲜语：제39정찰비행단），忠清北道忠州市，中原空軍基地
        - 第131戰術偵察中隊
        - 第159戰術偵察中隊，RF-16（KF-16加裝偵照莢艙）
        - 第296戰術偵察中隊，金剛（금강）偵察機（影像偵察）、白頭山偵察機（英语：Dassault Falcon 2000）（訊號蒐集）

      - 第51空中管制大隊（朝鲜语：제51항공통제비행전대），釜山廣域市，金海國際機場
        - 第271預警管制機中隊，E-737

  - 防空砲兵司令部（朝鲜语：공군미사일방어사령부），京畿道平澤市，烏山空軍基地
    - 第1防空飛彈旅（朝鲜语：제1미사일방어여단），大邱廣域市壽城區，MIM-104愛國者飛彈、天弓飛彈（英语：KM-SAM）
    - 第2防空飛彈旅（朝鲜语：제2미사일방어여단），忠清南道天安市，MIM-104愛國者飛彈、天弓飛彈
    - 第3防空飛彈旅（朝鲜语：제1미사일방어여단），首爾特別市衿川區，MIM-104愛國者飛彈、天弓飛彈
    - 彈道飛彈監視部隊

  - 空軍防空管制司令部（朝鲜语：공군방공관제사령부），京畿道平澤市，烏山空軍基地
    - 第31防空管制大隊，烏山
      - 第1中央防空管制中心（朝鲜语：중앙방공통제소）

    - 第32防空管制大隊，大邱
      - 第2中央防空管制中心

    - 第33防空管制大隊，忠州
    - 第34防空管制大隊，泗川

  - 空軍後勤司令部（朝鲜语：공군군수사령부 (대한민국)），大邱廣域市，大邱國際機場
    - 航空資源管理集團，大邱
    - 航空技術研究院，大邱
    - 第81飛機維修站（大隊級），大邱
    - 第82飛機維修站，瑞山
    - 第83資訊通訊維護站，大邱
    - 第85精密標準維修站，金海
    - 第86航空電子維修站，瑞山
    - 第60運輸大隊，大邱
    - 總供應處，大邱
      - 第401物資管理辦公室，大邱
      - 第402物資管理辦公室，金海
      - 第403物資管理辦公室，瑞山

  - 空軍教育司令部（朝鲜语：공군교육사령부），慶尚南道晉州市
    - 基礎軍事訓練團（朝鲜语：기본군사훈련단）（聯隊級），晉州
      - 軍官訓練營
      - 士官訓練營
      - 第1新兵訓練營
      - 第2新兵訓練營
      - 第3新兵訓練營
      - 第4新兵訓練營
      - 大學預官團（朝鲜语：학군사관）
      - 軍事學院訓練營

    - 第27預備團（朝鲜语：제27예비단）（聯隊級），晉州
    - 空軍航空科學高級中學（朝鲜语：공군항공과학고등학교），晉州
    - 空軍第1後勤學校（朝鲜语：공군군수1학교）（航空維修、爆裂物處理），晉州
    - 空軍第2後勤學校（朝鲜语：공군군수2학교）（物流、運輸、工程），晉州
    - 空軍資訊通訊學校（朝鲜语：공군정보통신학교），晉州
    - 空軍防空砲兵學校（朝鲜语：공군방공포병학교），大邱
    - 空軍行政學校（朝鲜语：공군행정학교），泗川

  - 空軍航空安全局（朝鲜语：항공안전단），首爾特別市銅雀區
  - 空軍航太醫療中心（공군항공우주의료원），忠清北道清州市
  - 空軍調查處（朝鲜语：공군수사단），忠清南道雞龍市，雞龍台
  - 空軍氣象大隊（朝鲜语：공군기상단），忠清南道雞龍市，雞龍台
  - 空軍航太戰鬥發展聯隊（공군항공우주전투발전단），忠清南道雞龍市，雞龍台
  - 空軍測試及評估聯隊（朝鲜语：공군시험평가단），慶尚南道泗川市，泗川機場
  - 第35飛行大隊（제35비행전대，總統專機隊），京畿道城南市，首爾空軍基地
  - 第7航空通信大隊（朝鲜语：제7항공통신전대），京畿道平澤市，韓福瑞營
  - 第53特種飛行大隊（朝鲜语：제53특수비행전대）（黑鷹飛行表演隊上級單位），江原道原州市，原州機場
  - 第91航空工兵大隊（제91항공공병전대），忠清北道忠州市，中原空軍基地
  - 空軍軍官學校（星武台）（朝鲜语：공군사관학교 (대한민국)），忠清北道清州市，星武空軍基地（英语：Seongmu Airport）
  - 空軍大學（朝鲜语：대한민국 공군대학），大田廣域市儒城區，紫雲台（朝鲜语：자운대）

## 軍階
韓國空軍的階級章，在兵長以下只有階級標記布章，繡於軍便帽正面、野戰服左胸口袋袋緣或軍常服右上臂，自下士起才有肩章。下為各階級布章、肩章圖像及韓文/英文/中文軍銜名稱對照表。

#### 軍官
| 北约代碼  | OF-10                                         | OF-9      | OF-8               | OF-7          | OF-6              | OF-5      | OF-4               | OF-3      | OF-2      | OF-1           | OF-1           |
| --------- | --------------------------------------------- | --------- | ------------------ | ------------- | ----------------- | --------- | ------------------ | --------- | --------- | -------------- | -------------- |
| 階級標示  |                                               |           |                    |               |                   |           |                    |           |           |                |                |
| 韓文/漢字 | 원수/元帥                                     | 대장/大將 | 중장/中將          | 소장/少將     | 준장/准將         | 대령/大領 | 중령/中領          | 소령/少領 | 대위/大尉 | 중위/中尉      | 소위/少尉      |
| 英文      | Marshal of Air Force of the Republic of Korea | General   | Lieutenant General | Major General | Brigadier General | Colonel   | Lieutenant Colonel | Major     | Captain   | 1st Lieutenant | 2nd Lieutenant |
| 中文      | 元帥                                          | 上將      | 中將               | 少將          | 准將              | 上校      | 中校               | 少校      | 上尉      | 中尉           | 少尉           |

#### 士官與士兵
| 北约代碼  | WO              | OR-9                  | OR-8                   | OR-7            | OR-6               | OR-5           | OR-4          | OR-3             | OR-2          | OR-1          |
| --------- | --------------- | --------------------- | ---------------------- | --------------- | ------------------ | -------------- | ------------- | ---------------- | ------------- | ------------- |
| 階級標示  |                 |                       |                        |                 |                    |                |               |                  |               | 無設置        |
| 韓文/漢字 | 준위/准尉       | 원사/元士             | 상사/上士              | 중사/中士       | 하사/下士          | 병장/兵長      | 상등병/上等兵 | 일등병/一等兵    | 이등병/二等兵 | 훈련병/訓練兵 |
| 英文      | Warrant officer | Chief Master Sergeant | Senior Master Sergeant | Master Sergeant | Technical sergeant | Staff Sergeant | Senior airman | Airman 1st Class | Airman        | Airman Basic  |
| 中文      | 准尉            | 士官長                | 上士                   | 中士            | 下士               | 伍長/準下士    | 上等兵        | 一等兵           | 二等兵        | 新兵          |

## 裝備

### 航空器
| 機型              | 生產國              | 機種                          | 型號        | 現役數   | 備註                     |          |
| 作戰飛機          | 作戰飛機            | 作戰飛機                      | 作戰飛機    | 作戰飛機 | 作戰飛機                 | 作戰飛機 |
| ----------------- | ------------------- | ----------------------------- | ----------- | -------- | ------------------------ | -------- |
| FA-50战斗攻击机   | 大韓民國            | 輕型多用途攻擊機              | FA-50       | 60       |                          |          |
| F-5戰鬥機         | 美国                | 戰鬥機/戰術先導教練機（LIFT） | F-5E/F      | 80       | 計劃被KF-21戰鬥機取代    |          |
| KF-21战斗机       |                     | 隱形戰機                      |             |          | 預計將購買120架          |          |
| F-15E             | 美国                | 多用途戰機                    | F-15K       | 59       |                          |          |
| F-35閃電II戰鬥機  | 美国                | 多用途戰機                    | F-35A       | 40       |                          |          |
| F-16戰隼戰鬥機    | 美国                | 多用途戰機                    | KF-16C/D    | 118/51   |                          |          |
| 預警機            |                     |                               |             |          |                          |          |
| E-737空中預警機   | 美国                | 空中預警機                    | E-7A        | 4        | 使用主動電子掃描陣列雷達 |          |
| 偵查機            |                     |                               |             |          |                          |          |
| Hawker 800        | 英国                | 偵查 / 信號情報（SIGINT）     | RC-800      | 8        |                          |          |
| 達梭獵鷹2000      | 法國                | 電子情報（ELINT）             | Falcon 2000 | 2        |                          |          |
| 空中加油機        |                     |                               |             |          |                          |          |
| 空中巴士A330 MRTT | 西班牙              | 空中加油機                    | KC-30A      | 4        |                          |          |
| 運輸機            |                     |                               |             |          |                          |          |
| 波音747           | 美国                | 行政專機                      | B747-8I BBJ | 1        | 大統領專機               |          |
| 波音737           | 美国                | 行政專機                      | B737        | 1        |                          |          |
| CN-235            | 西班牙 / 印度尼西亞 | 運輸 / 通用                   |             | 18       |                          |          |
| C-130             | 美国                |                               | C-130H      | 12       | 4架改裝成MC-130H         |          |
| C-130J運輸機      | 美国                | 運輸機                        |             | 4        |                          |          |
| 直升機            |                     |                               |             |          |                          |          |
| 貝爾412           | 美国                | 通用                          |             | 3        |                          |          |
| CH-47             | 美国                | 運輸 / 戰鬥搜救               | CH-47D      | 9        |                          |          |
| UH-60             | 美国                | 通用 / 戰鬥搜救               | HH-60P      | 17       |                          |          |
| S-92              | 美国                | 行政專機                      |             | 3        |                          |          |
| Ka-27             | 俄羅斯              | 戰鬥搜救                      | Ka-32       | 7        |                          |          |
| AS332             | 法國                | 通用 / 運輸                   |             | 3        |                          |          |
| 教練機            |                     |                               |             |          |                          |          |
| KT-1教練機        | 大韓民國            | 初級教練機 / 輕攻擊機         |             | 106      |                          |          |
| T-50              | 大韓民國            | 戰術先導教練機                | TA-50/50B   | 22/60    |                          |          |
| KC-100            | 大韓民國            | 教練機                        | KT-100      | 23       |                          |          |
| 無人機            |                     |                               |             |          |                          |          |
| RQ-4              | 美国                | 監視                          |             | 2        | 2架待交付                |          |

### 防空
| 型號                   | 生產國   | 類型                                | 型號                  | 服役數   | 備註                                     |          |
| 防空飛彈               | 防空飛彈 | 防空飛彈                            | 防空飛彈              | 防空飛彈 | 防空飛彈                                 | 防空飛彈 |
| ---------------------- | -------- | ----------------------------------- | --------------------- | -------- | ---------------------------------------- | -------- |
| MIM-104愛國者飛彈      | 美国     | 反弹道导弹（ABM） / 防空飛彈（SAM） | MIM-104D（PAC-2/GEM） | 8        | 升級為PAC-3                              |          |
| KM-SAM                 | 大韓民國 | 反弹道导弹（ABM） / 防空飛彈（SAM） | Block I               | 10       |                                          |          |
| L-SAM                  | 大韓民國 | 反弹道导弹                          |                       |          | 預定自2025年起量產、2030年前正式展開部署 |          |
| 便攜式防空飛彈         |          |                                     |                       |          |                                          |          |
| 神弓人員攜行式防空飛彈 | 大韓民國 | 便攜式防空飛彈                      |                       | 2,000    |                                          |          |
| 西北風便攜式防空飛彈   | 法國     | 便攜式防空飛彈                      |                       |          |                                          |          |

## 採購與建造計畫

### 執行中
- F-X先進戰機專案第三階段：採購F-35戰鬥機，目前（2020年）陸續交付中。
- KF-21戰鬥機：大韓民國與印尼聯合研製的四代半戰鬥機計劃。
- Mid-altitude unmanned aerial vehicles (MUAV)：中型無人機開發計劃
- M-SAM Block II：防空飛彈計劃
- L-SAM：防空飛彈計劃